# 斑鼠科
斑鼠科（學名Alagomyidae）是一科生存於古新世晚期及始新世早期亞洲及北美洲的啮齿目。斑鼠科被認為是基底的啮齿目，是現有形態共同祖先以外的分支。由於牠們的種系發生學位置及古舊的齒式，故可以作為研究啮齿目起源及關係的重要角色。